# Андре Барре
Андре Барре (фр. André Barrais, 22 лютого 1920 — 15 січня 2004) — французький баскетболіст.
Срібний призер Олімпійських ігор 1948 року.